# محمد حياصات
محمد فتحي حياصات (من مواليد 14 مارس 1975)، هو لواء طيار في سلاح الجو الملكي الأردني، يشغل منصب قائد سلاح الجو منذ عام 2021.
اشتهر الحياصات بتركيزه على التحديث والتطوير، وتعزيز العمليات المشتركة، وكان له دور محوري في رفع كفاءة وقدرات سلاح الجو الأردني من خلال شراكات دولية، أبرزها التعاون مع سلاح الجو الأمريكي. وقد أشرف خلال فترة قيادته على عدد من اتفاقيات التوريد المهمة، من بينها صفقات شراء مقاتلات إف-16 فايتينغ فالكون (النسخة بلوك 70/72).

## النشأة والتعليم
وُلد محمد فتحي حياصات في 14 مارس 1975 في عمّان، الأردن. التحق بسلاح الجو الملكي الأردني كطالب ضابط في عام 1988 بعد إتمام تعليمه الأساسي. تخرج من كلية الملك حسين الجوية المرموقة عام 1991 برتبة ملازم ثاني كطيار مقاتل.

## المسيرة العسكرية

### الخدمة المبكرة
بدأ الحياصات مسيرته في سلاح الجو الملكي الأردني عام 1991 بعد إكمال تدريب الطيران. خدم في البداية كطيار مقاتل، حيث أظهر مهارات بارزة في التكتيكات الجوية وتقدم بسرعة في الرتب. شملت مهامه المبكرة تنفيذ مهمات تكتيكية وأدوار تدريبية متخصصة، مما ساهم في بناء سمعته كخبير في التخطيط الاستراتيجي للقتال الجوي.

### المناصب القيادية
مع تقدمه في الرتب، شغل الحياصات عدة مناصب رفيعة المستوى تركزت على التخطيط العملياتي، والتدريب، والمبادرات الأمنية الإقليمية. اتسمت قيادته بتركيزها على دمج التكنولوجيا المتقدمة وتعزيز الشراكات الأمنية في المنطقة.

### تعيينه قائدًا لسلاح الجو الملكي الأردني
في 5 أغسطس 2021، عُيّن الحياصات قائدًا لسلاح الجو الملكي الأردني خلفًا للواء يوسف الحنيطي. ومنذ توليه المنصب، ركز على تحديث القوة الجوية وتوسيع شراكات الأردن الدفاعية، خاصة مع الولايات المتحدة، بهدف تعزيز القدرات التكتيكية والاستراتيجية للسلاح.

## التحديث والشراكات
وقع سلاح الجو الأردني تحت قيادة الحياصات اتفاقية مهمة مع الولايات المتحدة لشراء 12 مقاتلة من طراز إف-16 فايتينغ فالكون بلوك 70/72. تأتي هذه الصفقة ضمن خطة مرحلية لتطوير قدرات الدفاع الجوي الأردني، ضمن استراتيجية أوسع لمواجهة التهديدات الأمنية الإقليمية ومواءمة المعايير العسكرية الأردنية مع بروتوكولات الناتو.